# Kappgam
Inte att förväxlas med kapgam.
Kappgam (Necrosyrtes monachus) är en av de mindre av gamla världens gamar, med utbredning i Afrika söder om Sahara. Liksom de flesta andra gamarter har den minskat kraftigt i antal på sistone och betraktas nu som akut hotad.

## Utseende
Kappgamen är en av de mindre gamarna inom gruppen gamla världens gamar. Den mäter 62–72 centimeter på längden, har ett vingspann på 155–165 centimeter och väger ungefär 1,5–2,6 kilogram. Den är en typisk gam med breda vingar och korta stjärtfjädrar. Den har rosa ansikte utan fjädrar och gråaktig "huva", och kroppens fjäderdräkt är genomgående mörkbrun.

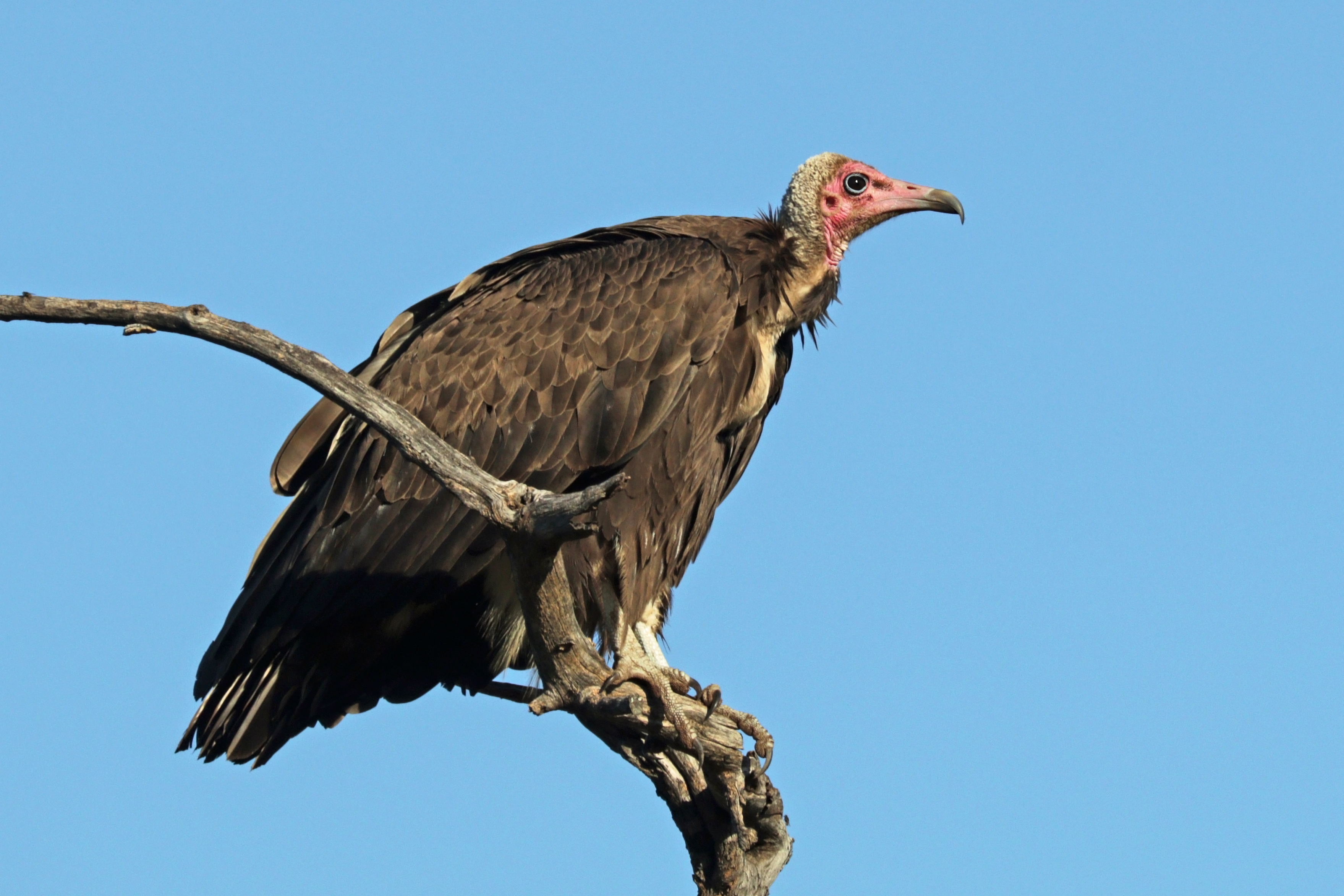

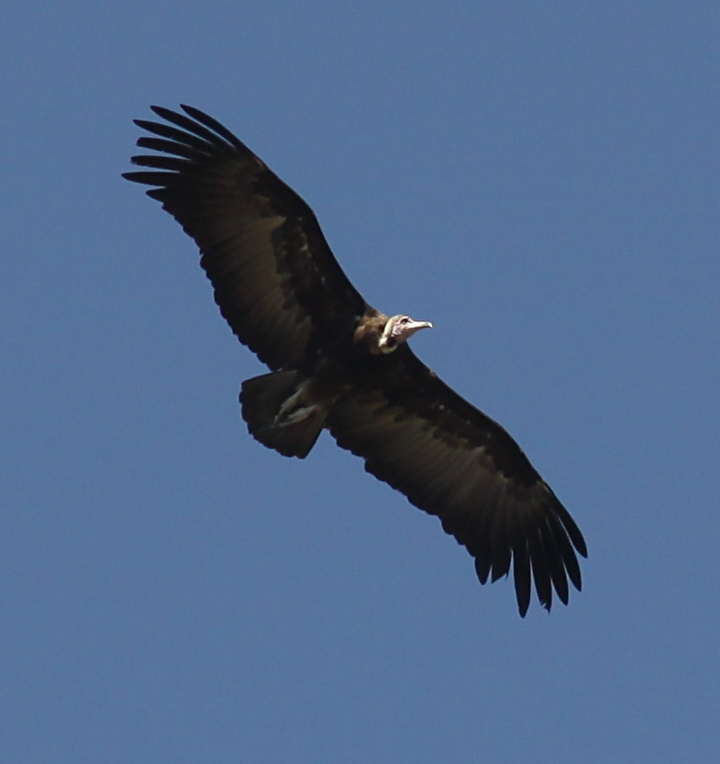

## Läten
Arten är mestadels tystlåten, men vid boet och när den äter kan tunna och dämpade skrin, skall och tjatter höras.

## Utbredning och systematik
Kappgamen placeras som ensam art i släktet Necrosyrtes. Fågeln förekommer på savann i Afrika söder om Sahara. De flesta behandlar den som monotypisk, det vill säga utan underarter, medan andra urskiljer två underarter:
- nominatformen monachus med utbredning från södra Mauretanien och Senegal österut genom Niger och Tchad till västra Sudan, Sydsudan och norra Uganda
- pileatus som förekommer från östra Sudan, Eritrea, Etiopien och västra Somalia söderut (undvikande tät skog och öken) till norra Namibia, Botswana, Zimbabwe, Moçambique och nordöstra Sydafrika

Tillfälligt har den setts i Marocko med ett fynd av två individer 1955. Fynd i Spanien har ansetts utgöras av rymlingar ur fångenskap.

## Ekologi
Som andra gamar är den en asätare och lever främst av kadaver av döda djur och avfall som den lokaliserar genom att glidflyga över savann och mänskliga bosättningar och soptippar. Den rör sig ofta i flockar och på många platser är det en fågel som alltid syns seglande i skyn under nästan hela dygnet. Den är vanligtvis orädd för människor.

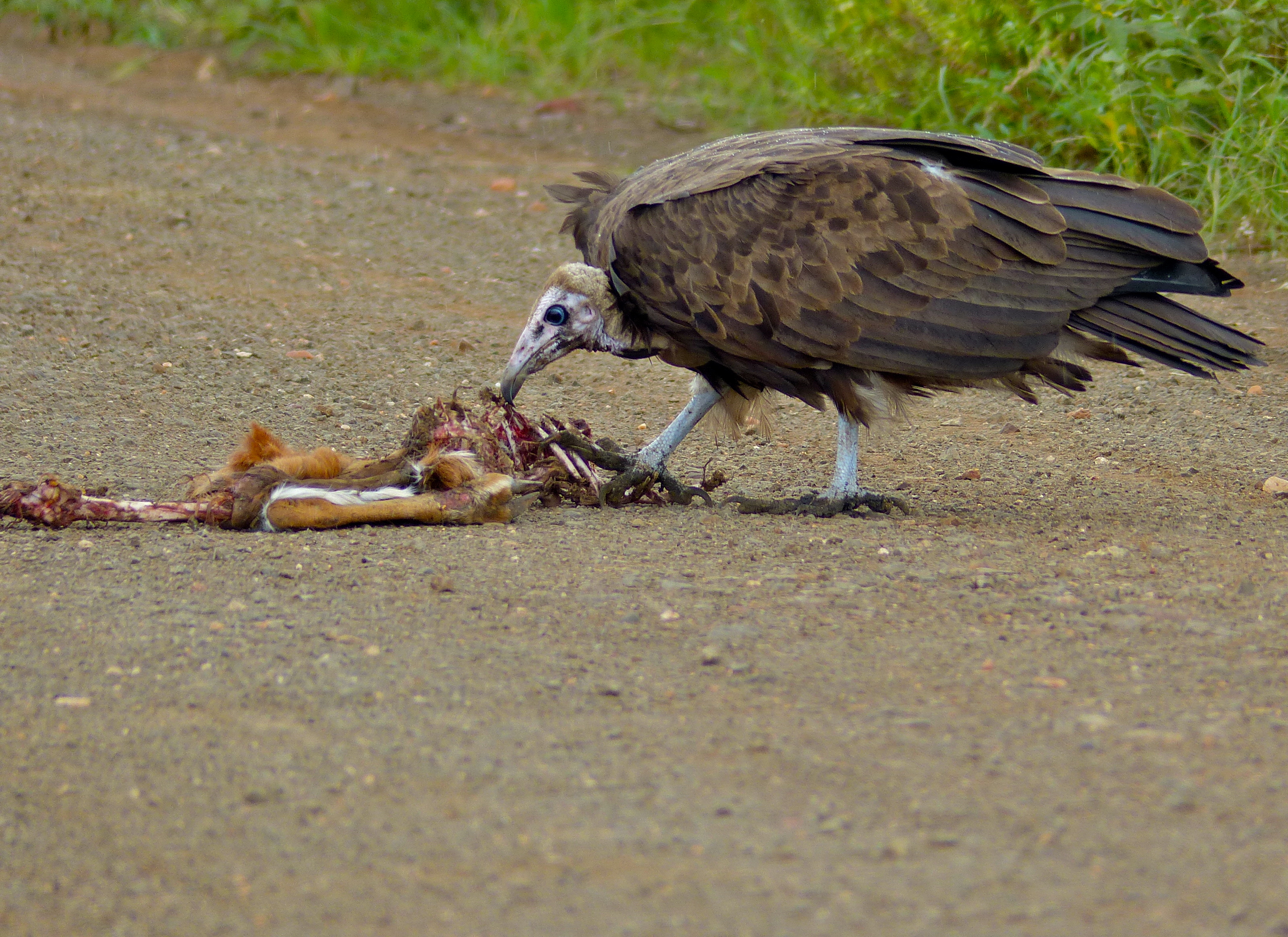

## Status och hot
Tidigare kategoriserades kappgamen som livskraftig (LC) men studier har visat att den är ovanligare än man tidigare trott och minskar mycket kraftigt i antal. Från 2011 kategoriserade IUCN arten som starkt hotad (EN) och från 2015 som akut hotad (CR). Världspopulationen uppskattas till högst 131 000 vuxna individer.

## Namn
Kappgamens vetenskapliga artnamn monachus betyder "munk" och släktesnamnet Necrosyrtes "asdragare", av grekiska nekros för "lik" eller "död" och suro, "att dra" eller "att släpa".